# Pilotní licence

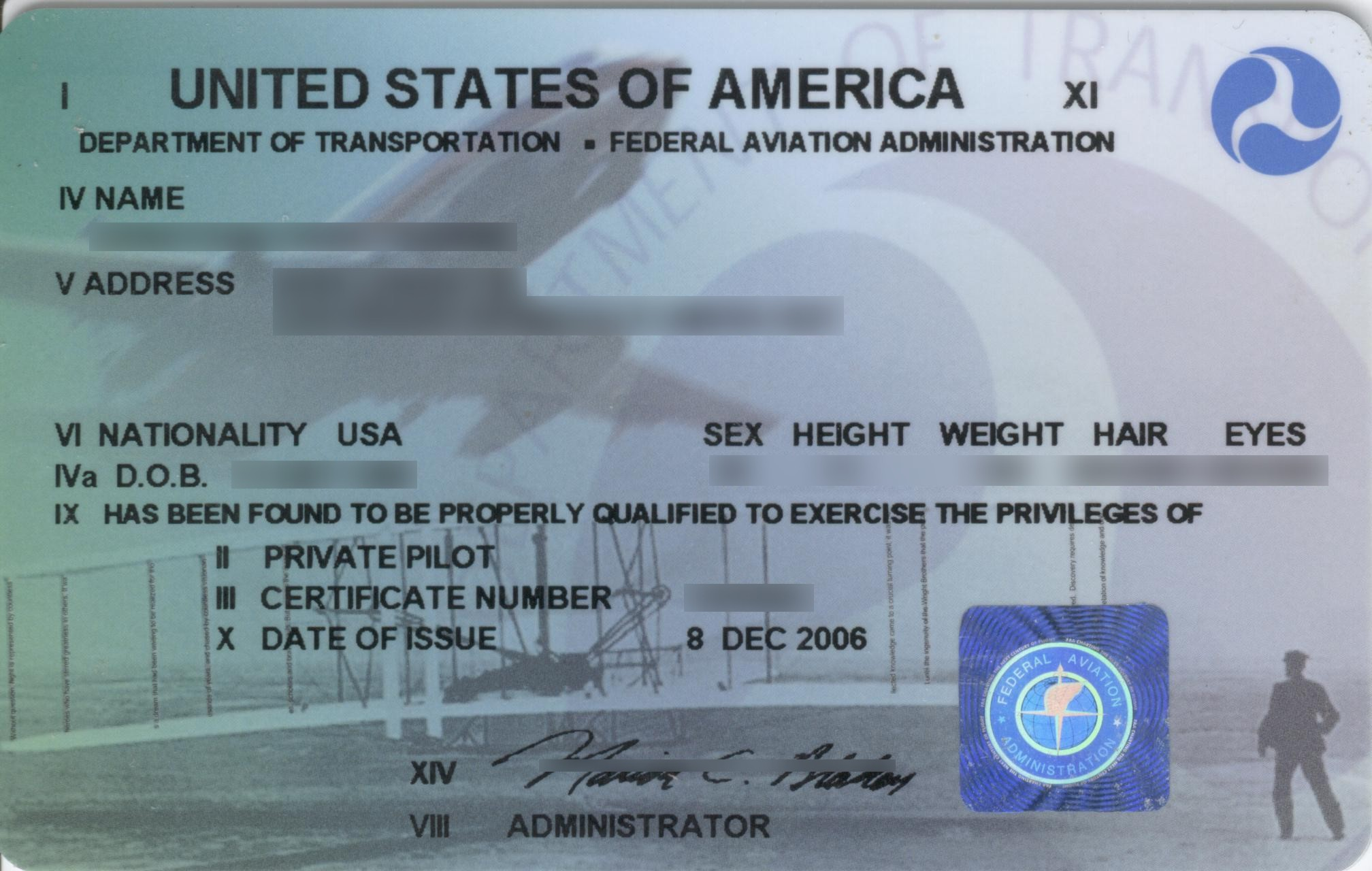
Private Pilot License (PPL)

Pilotní licence neboli pilotní průkaz je průkaz, který opravňuje držitele k řízení letadel. U motorových letadel rozlišujeme tři základní typy pilotních licencí:
- ULL(a) - pilot ultralehkého letadla, platná v ČR a snad i po Evropě[zdroj?], ne však v USA (na rozdíl od následujících mezinárodních licencí).
- PPL, private pilot license – licence soukromého pilota,
- CPL, commercial pilot license – licence obchodního pilota,
- ATPL, airline transport pilot license – licence dopravního pilota.

## Private pilot license
Průkaz soukromého pilota, základní stupeň pro motorové létání. Tento průkaz opravňuje vykonávat jakýkoliv let, ne však za úplatu, na jednomotorovém letadle do maximální vzletové hmotnosti 5 700 kg (např. AN-2 pro 12 lidí ma vzletovou hmotnost 5 500 kg a je jednomotorová). Formulace ne však za úplatu znamená, že si nesmíte vzít peníze za práci pilota, smíte však se s někým podílet na ceně za letovou hodinu. K získání této licence je zapotřebí nalétat minimálně 45 letových hodin, z toho minimálně 25 ve dvojím řízení (dual), a minimálně 10 hodin sólo letů, jeden sólo přelet o minimální délce 270 km se dvěma plnými přistáními na letišti jiném než letiště vzletu. Pokud v rámci výcviku student dělá noční doložku, což je po zavedení v nedávné době již téměř standardní, musí žák nalétat 5 hodin v noci, z toho 5 sólo vzletů. Nejčastějším letounem používaným pro výcvik PPL je zcela jistě Cessna 152, která je i celosvětově nejrozšířenějším výcvikovým letadlem. Díky své váze do jedné tuny je levná na přistávací poplatky, které se platí za tunu MTOW (maximální vzletové hmotnosti). Cessna 152 je velice jednoduchá a „hodná“ – je snadná na ovládání, které je absolutně nezáludné, a dají se na ní "levně" získat perfektní návyky na větší typy letounů Cessna, například řady 170 nebo 180. Taky cena je celkem příznivá, v ČR se cena pohybuje běžně do 3000 Kč bez daně, v USA jsou ceny mnohem příznivější, nejlevněji se dá cessna 152 půjčit za 70 USD wet (vč. paliva).
Některé letecké školy v ČR provádějí výcvik na typu Zlin Z-142. Tento letoun Československé konstrukce je mnohem výkonnější než americké Cessny a řízení je velmi citlivé. Stodvaačtyřicítky jsou konstruovány i na výcvik akrobacie a ta se na nich také stále vyučuje. Nevýhodou tohoto výkonného letounu, na kterém se "z kluků stávaji chlapi", je servisní režim a dvojnásobná spotřeba než má letoun Cessna – a tím pádem také dvojnásobná cena za hodinu provozu. Na tomto typu letounu také dnes začínají svoji profesionální kariéru vojenští piloti.
V Československu byl nejčastěji užívaným výcvikovým letounem některý z řady Zlin Z-x26 (Z-126, 226, 326, 526). Tento cvičný dolnoplošník s klasickým podvozkem s ostruhovým kolem je v posledních verzích vybaven výkonným motorem. Na těchto typech začínala létat akrobacii světoznámá Chrudimská čtyřka (dnes Flying Bulls) a je opravdovou prověrkou pilotního umění. Dodnes je tento typ pro své výkony nejpoužívanější vlečný letoun v ČR (používá se k vlekání větroňu).
S licencí PPL si můžete užívat krás létání, v létě letět na dovolenou nebo se jen pobavit s kamarády ve vzduchu. K licenci PPL je možno získat různé doložky. Např.: MEP (multi engine piston), rozšíření na vícemotorová letadla nebo IR (instrument rating), přístrojová doložka, která opravňuje pro let podle přístrojů.

## Commercial pilot license
Průkaz obchodního pilota opravňuje pro létání za úplatu. S licencí CPL můžete létat jako druhý pilot na letadla nasazeném na obchodní let. Pro získání tohoto stupně kvalifikace je nutné první získat PPL a mít minimální nálet 200 hodin, z toho minimálně 100 jako PIC (velitel letadla – pilot in command). Samotná délka výcviku je závislá na tom zda pilot vlastní IR doložku nebo ne. Pokud ji vlastní, CPL je 15 hodin na letadle, z toho 5 hodin na komplexním letadle (stavitelná vrtule, zatahovací podvozek); pokud licenci IR nemá, je to 25 hodin a zase 5 hodin na komplexním letadle. Kurz CPL může zahájit při náletu 150 hodin a dokončit při 200 hodinách. Pilot s CPL, IR, MEP a ATPL teorií může vykonávat práci u letecké společnosti jako druhý pilot. Výhodné je pro CPL piloty během svého náletu si udělat IR výcvik, který je 50hodinový a část letů může být nalétána na simulátoru. Do 200 hodin CPL se počítá maximálně 10 hodin ze simulátoru.

## Airline transport pilot license
Licence dopravního pilota opravňuje létat jako kapitán letadla. Pro získání této kvalifikace musíte mít splněnu teorii ATPL (ATPL frozen) – cca 650 hodin studia (10 měsíců a 14 zkoušek na ÚCL) a nálet 1500 hodin na vícepilotních letadlech. Znamená to, že pilot s licenci CPL, MEP, IR a ATPL frozen může létat jako druhý pilot na dopravních letadlech, jakmile jeho nálet dosahuje 1500 hodin, dostává kvalifikaci ATPL a má právo vykonávat funkci kapitána letadla.
V dnešní době, pokud má uchazeč zájem, čas a peníze, není problém se od nuly na pravou sedačku dopravního letadla dostat za zhruba 1 rok. Celkový nálet bude přesahovat něco málo přes 200 hodin.

## Vstupní zdravotní prohlídka
K získání PPL je nutno vlastnit medical class 2 což je jen krátké nenáročné vyšetření zdravotního stavu.
K licencím CPL a ATPL je nutno vlastnit medical class 1. Vstupní prohlídku k získání tohoto zdravotního osvědčení je nutné absolvovat na ÚLZ (Ústav leteckého zdravotnictví). Jedná se o dvoudenní důkladnou prohlídku, kterou byste měli zvládnout, pokud nemáte nějaké vážnější zdravotní problémy. Obnovovací roční prohlídku může od roku 2013 vykonat kterýkoliv pověřený letecký lékař.